# Fokker F27 Friendship

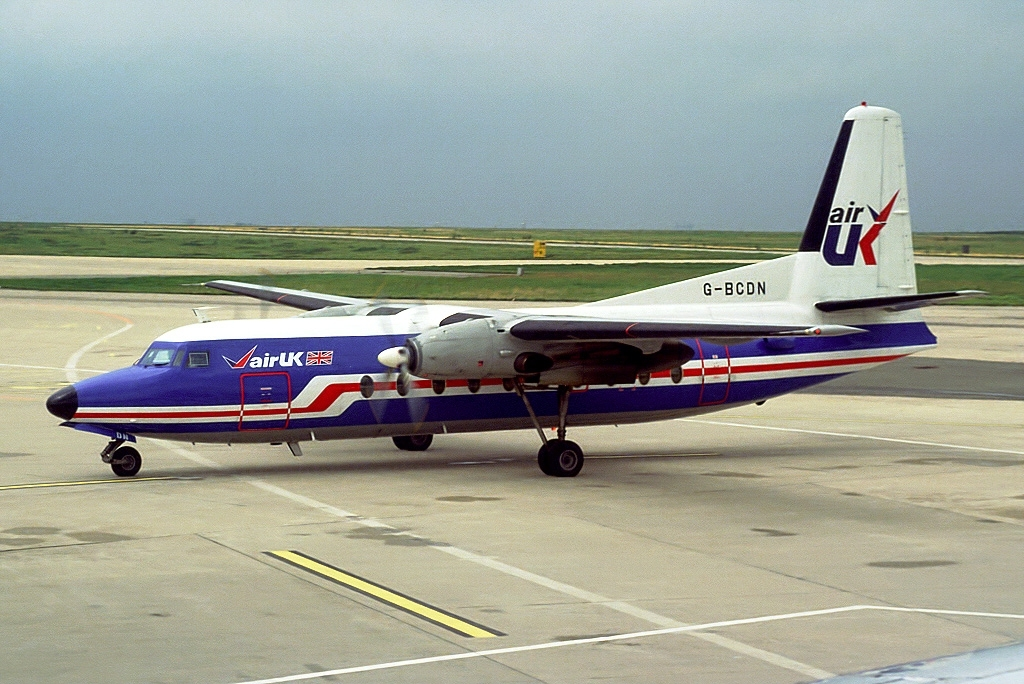
Fokker F27

Fokker F27 Friendship — це турбогвинтовий авіалайнер, розроблений та вироблений голландським виробником літаків Fokker. Найбільш численний післявоєнний літак, виготовлені в Нідерландах; F27 також був одним з найуспішніших європейських авіалайнерів своєї епохи.
F27 був розроблений на початку 1950-х рр. З вираженим наміром випустити здатного наступника до більш ранніх поршневих двигунів потужних лайнерів, які стали загальновизнаними на ринку, такими як успішний Douglas DC-3. Ключовим нововведенням F27 було прийняття турбореактивного двигуна Rolls-Royce Dart, що забезпечувало значно меншу вібрацію та шум, що забезпечувало покращені умови для пасажирів; Іншою основною функцією комфорту була кабіна під тиском.

## Технічні характеристики
- Екіпаж: 2 або 3
- Потужність: 48-56 пасажирів
- Довжина: 25,06 м (82 фути 3 дюйми)
- Розмах крил: 29 м (95 футів 2 дюйми)
- Висота: 8,72 м (28 футів 7 дюймів)
- Площа крила: 70 м2 (750 кв.м)
- Пуста вага: 11,204 кг (24701 фунтів)
- Максимальна вага вильоту: 19 773 кг (43592 фунта)
- Силова установка: 2 × Rolls-Royce Dart Mk.532-7 двоступенева відцентрова компресорна турбогвинт, 1,678 кВт (2250 к.с.) кожен
- Круїзна швидкість: 460 км / год (286 миль / год, 248 кн)
- Діапазон: 2600 км (1616 миль, 1,404 нм)
- Швидкість підйому: 7,37 м / с (1 451 футів / хв)